# Tiurana
Tiurana é um município da Espanha na comarca de Noguera, província de Lérida, comunidade autónoma da Catalunha. Tem 15,9 km² de área e em 2021 tinha 73 habitantes (densidade: 4,6 hab./km²).

## Demografia
| Variação demográfica do município entre 1991 e 2004[carece de fontes?] | Variação demográfica do município entre 1991 e 2004[carece de fontes?] | Variação demográfica do município entre 1991 e 2004[carece de fontes?] | Variação demográfica do município entre 1991 e 2004[carece de fontes?] |
| ---------------------------------------------------------------------- | ---------------------------------------------------------------------- | ---------------------------------------------------------------------- | ---------------------------------------------------------------------- |
| 1991                                                                   | 1996                                                                   | 2001                                                                   | 2004                                                                   |
| 233                                                                    | 22                                                                     | 32                                                                     | 37                                                                     |